# Семёнов, Пётр Михайлович
Семёнов Пётр Михайлович (карел. Sem′onov P′otr; 11 июля 1934, деревня Родин-Ярви, Крошнозерский сельский совет, Пряжинский район, АКССР, СССР — 17 марта 2019, Петрозаводск) — карельский писатель, переводчик. Создавал свои произведения на ливвиковском диалекте карельского языка.

## Биография
Родился в деревне Родин-Ярви близ села Крошнозеро в крестьянской семье, карел.
Отец — участник Великой Отечественной войны. В годы Советско-финской войны (1941—1944) Пётр с матерью и сестрой находился в родной деревне, оккупированной финскими войсками.
После окончания войны, закончил семилетнюю школу в Крошнозере, учился в Мончегорском горно-металлургическом техникуме. Отслужил в армии. С 1956 года работал конструктором на Онежском тракторном заводе, одновременно учился на вечернем отделении лесоинженерного факультета Петрозаводского государственного университета. С 1964 года до выхода на пенсию работал начальником центральной заводской лаборатории производственного объединения «Тяжбуммаш».
Дебютировал в печати в 1956 году стихотворениями на русском языке (газета «Онежец»). Произведения на ливвиковском диалекте карельского языка начал публиковать с 1992 года.
Пётр Михайлович Семёнов — автор нескольких книг прозы, публикаций в периодике, коллективных сборниках и антологиях («Omil pordahil», «Karjalan Pagin»). Также им опубликованы переводы ряда произведений русских писателей на карельский язык.
Произведения и переводы П. М. Семёнова регулярно публиковались в журнале «Carelia» («Карелия») и газете «Oma Mua» («Родная земля»). С 2006 года Пётр Семёнов член Карельского регионального отделения Союза писателей России.
П. М. Семёнов был удостоен звания Лауреата Республики Карелия 2007 года «за создание высокохудожественных литературных произведений на карельском языке и большой вклад в формирование и развитие национального языка».
Умер 17 марта 2019 года в Петрозаводске. Похоронен 20 марта 2019 года на почётном участке Сулажгорского кладбища Петрозаводска.

## Творчество
Первой книгой Петра Семёнова стал сборник рассказов «Ruadajat» (рус. «Труженики»). Армас Мишин писал об этой книге:

«Большинство сюжетов для своей книги Пётр Семёнов нашёл в фольклоре. Его излюбленная тема — бытовая сказка детективного характера. „Карелы дома и в Питере“ — название первого цикла книги „Труженики“ указывает на занимательный характер ситуаций, в которые попадают семёновские персонажи: торговцы, деревенские жители, ищущие работу в городе, солдаты, возвращающиеся из царской армии.»

Впоследствии Пётр Семёнов выпустил книгу избранных рассказов «Rodinjärvi», названную по имени родной деревни писателя.
В 2004 году издан роман Петра Семёнова «Puhtasjärven Maša» (рус. «Маша из Пухтасъярви»), отдельные главы которого публиковались до этого в периодике. «Самым крупным прозаическим произведением писателей-карелов, … насыщенным живыми, исторически точными, эмоционально окрашенными бытовыми деталями и зарисовками из жизни простой карельской женщины» называет его Наталья Чикина. В 2008 году Общество карельского языка Финляндии выпустил роман в виде аудиокниги в исполнении известных актёров.
Пётр Семёнов перевёл на карельский язык повесть А. С. Пушкина «Капитанская дочка» (карел. «Kapitanan tütär»), пьесу А. Н. Островского «Доходное место», рассказы Л. Н. Толстого, Аркадия Аверченко, Михаила Зощенко и других писателей.

### Проза
- Sem′onov P. Ruadajat. — Petroskoi: Folium, 1998. — 136 s.
- Sem′onov P. Puhtasjärven Maša: Romuanu. — Petroskoi: Periodika, 2004. — 159 s.
- Sem′onov P. Rodinjärvi: (Vallitut kerdomukset). — Petroskoi, 2009. — 214 s.
- Sem′onov P. Puhtasjärven Maša (Электронный ресурс)/ Lugijat: Marija Dorofejeva (luvut 1—4), Nina Barmina (luvut 5—8), Lidija Jevsejeva (luvut 9—13). — Finland: Karjalan Kielen Seura, 2008. — 6 электрон. опт. дисков (CD-DA, 6 ч 43 мин 67 с): stereo.

### Переводы
- Ildazen vuottajes/ Kiännökset karjalakse P. Sem′onov. — Petroskoi: Periodika, 2001. — 144 s.
- Puškin A. Kapitanan tütär: pitkükerdomus/ Пер. П. М. Семёнов. — Petroskoi: Periodika, 2005. — 118 s.
- Lev Tolstoi. Lapsile/ Пер. П. М. Семёнов. — Петрозаводск, 2012. — 110 с. ISBN 978-5-9631-0153-7.

## Семья
Отец — Михаил Михайлович (1908—1954), мать — Мария Ивановна (дев. Кузьмина, 1912—1990), сёстры — Ольга (в замужестве Данилова, 1934—1992), Лидия (в замужестве Лутцева, род. 1950).
Супруга — Валентина Ефимовна (дев. Сметанникова, род. 1940). Дети — Михаил (род. 1960), Людмила (род. 1963).